# North Manchester
North Manchester – miasto w Stanach Zjednoczonych, w stanie Indiana, w hrabstwie Wabash.